# Coleophora oriolella
Coleophora oriolella is een vlinder uit de familie kokermotten (Coleophoridae). De wetenschappelijke naam is voor het eerst geldig gepubliceerd in 1849 door Zeller.
De soort komt voor in Europa.